# 磐石縣 (交阯)
磐石縣（盤石縣），是明代交阯承宣布政使司乂安府南靖州下轄的一個縣。治所約在今越南河靜省石河縣境內。

## 沿革
- 秦屬象郡、漢屬九真郡、孫分屬九德郡，隋屬日南郡、唐為驩州地[4]。
- 永樂五年五月八日辛酉，明征安南大軍至乂安府土油縣，右副將軍新城侯張輔從舉厥江東路，左副將軍西平侯沐晟、豐城侯李彬從舉厥江西路進兵，兩軍俱至盤石縣下營，十一日擒黎季犛、黎澄，十二日獲黎蒼及黎芮於高望山[5]。
- 永樂五年（1407年）六月癸未置，屬乂安府南靖州[6][7][8][9][10][11]。
- 永樂十七年九月丙辰，並南靖州之盤石縣入本州[12][13]。